# James Sullivan
James Sullivan (22 de Abril de 1744 – 10 de Dezembro de 1808) foi um político e advogado em Massachusetts. Foi um juiz associado do Supremo Tribunal Judicial de Massachusetts, exerceu como procurador-geral do estado por muitos anos e como governador do estado de 1807 até sua morte.
Sullivan nasceu e foi criado em Berwick, Maine (época que fazia parte de Massachusetts) e estudou direito com seu irmão John. Depois de criar uma advocacia bem-sucedida, envolveu-se ativamente no governo do estado de Massachusetts durante a Guerra de Independência dos Estados Unidos e foi nomeado para o mais alto tribunal do estado em Março de 1776. Participou na elaboração da constituição estadual e da convenção de ratificação do estado para a Constituição dos Estados Unidos. Depois de renunciar do cargo em 1782, retornou ao consultório particular e foi nomeado Procurador-Geral em 1790. Durante seus anos como juiz e procurador-geral, foi responsável por redigir e revisar grande parte da legislação do estado como parte da transição do domínio britânico para a independência. Enquanto procurador-geral, trabalhou com a comissão que criou a fronteira entre Maine e New Brunswick e julgou vários casos de assassinatos notórios.
Sullivan era um partidário político, apoiando o Partido Democrata-Republicano e aderindo aos ideais republicanos Jeffersonianos. Apoiou John Hancock e Samuel Adams em suas carreiras políticas e foi um colaborador frequente, muitas vezes sob um dos muitos pseudônimos, para o diálogo político nos jornais do estado. Concorreu sem sucesso ao governo várias vezes antes de finalmente ganhar o cargo em 1807. Morreu no cargo durante seu segundo mandato.
Além de suas atividades políticas, Sullivan envolveu-se em atividades de caridade e negócios. Foi um dos principais defensores do Canal Middlesex e a primeira ponte entre Boston e Cambridge e foi fundamental no desenvolvimento do primeiro abastecimento público de água de Boston. Foi o presidente fundador da Sociedade Histórica de Massachusetts e foi membro de várias outras organizações de caridade. Escreveu uma das primeiras histórias de sua terra natal, Maine, e um texto jurídico sobre títulos de terras. O historiador jurídico Charles Warren chamou-o de uma das figuras jurídicas mais importantes da época em Massachusetts.

## Vida
James Sullivan nasceu no dia 22 de Abril de 1744, o quarto filho de John Sullivan e Margery Brown Sullivan, em Berwick, numa parte da Província da Baía de Massachusetts que é agora o estado de Maine. O pai de Sullivan era do Condado de Limerick e sua mãe era uma criança a bordo do navio em que haviam chegado. Quando estava mais velha, namorou e casou com ela. Seu pai Sullivan era professor e fazendeiro em Berwick. Sullivan estudou em casa e todas as perspectivas de serviço militar foram frustradas quando seu pé foi esmagado em um acidente na infância. Também sofria de epilepsia enquanto era relativamente jovem e sofreu convulsões geralmente leves (mas às vezes durando várias horas) pelo resto de sua vida. Convalescendo de uma lesão no pé, leu bastante, aprendendo Latim e os grandes clássicos. Seu irmão mais velho, John, que estudava direito, foi instruído a fornecer livros e treinamento em direito. Sullivan estudou direito na advocacia de seu irmão em Durham, New Hampshire, e acabou por ser aceito na Ordem em Massachusetts. Criou uma advocacia primeiro em Georgetown, depois logo em Biddeford, onde foi o primeiro advogado residente da cidade. Em 1768, casou-se com Hetty Odiorne, filha de um comerciante bem-sucedido de Portsmouth, New Hampshire.
A advocacia de Sullivan prosperou e aos 30 anos, era um dos principais cidadãos do Condado de York. Complementou seu trabalho jurídico exercendo como um agente para os interesses comerciais de Boston, incluindo John Hancock, um dos homens mais ricos de Boston. Por seus serviços como advogado na defesa de reivindicações de terras, em 1773, Sullivan recebeu uma área dentro de uma das reivindicações que defendia. Aceitou e a propriedade foi organizada como Limerick Plantation, em homenagem ao local de nascimento de seu pai. Em 1775, ajudou a criar a cidade (ajudando pessoalmente na limpeza da terra), na qual no dia 6 de Março de 1787 seria incorporada como a cidade de Limerick. Segundo John Adams, Sullivan usou suas compensações financeiras para investir em imóveis locais, incluindo terras agrícolas e moinhos.

### Revolução
Sullivan foi um oponente precoce e crítico das políticas coloniais britânicas que levaram à revolução. Foi eleito para a assembléia provincial em 1774. Quando reuniu-se em Junho, Sullivan era líder na convocação de um Congresso Continental. Quando o Governador Thomas Gage atrasou indefinidamente a próxima reunião da assembléia no Outubro seguinte, os membros reuniram-se mesmo assim, criando o Congresso Provincial de Massachusetts. Esse órgão exerceu controle de fato sobre Massachusetts durante os primeiros anos da Guerra de Independência dos Estados Unidos. Além de participar do congresso provincial, Sullivan era um dos principais organizadores de defesas coloniais no Condado de York, participando de seu comitê de correspondência e de outros órgãos. Foi enviado em 1775 como parte de uma comissão para inspecionar as tropas e estabelecimentos em Forte Ticonderoga, no norte de Nova York, que estava nominalmente sob o controle de Benedict Arnold, que havia recebido a comissão de um coronel de Massachusetts e conseguiu capturá-lo com a assistência de Ethan Allen. A árdua jornada deixou Sullivan doente por vários meses depois.

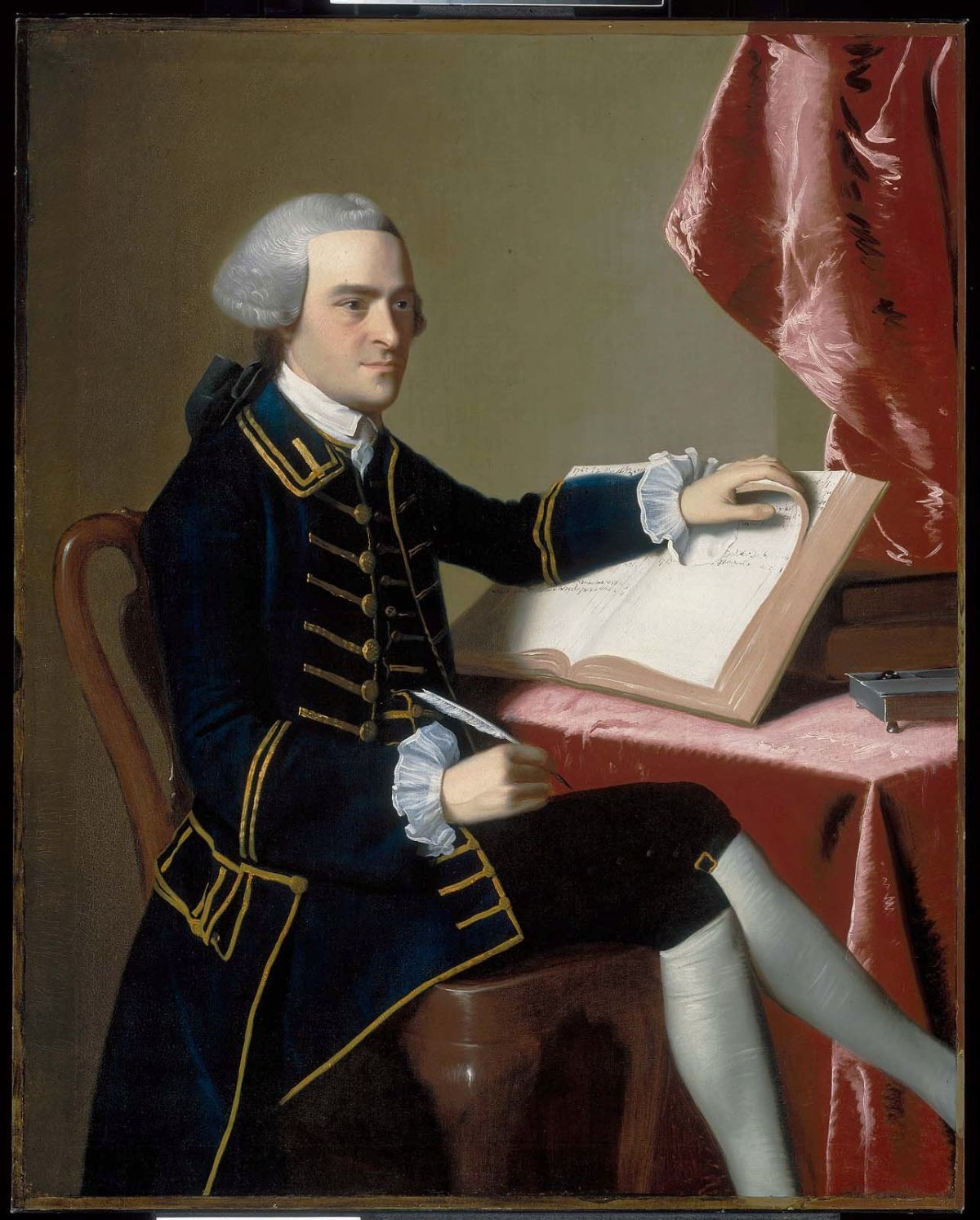
John Hancock

No final de 1775, Sullivan era membro do comitê que redigiu a legislação que criava a Marinha do Estado de Massachusetts. Sob suas funções, três posições foram criadas para juízes do Almirantado; Sullivan foi nomeado juiz do Almirantado do distrito leste (ou seja, Maine), além de outras funções. Durante seu mandato no congresso provincial, elaborou uma grande quantidade de legislação e foi perseverante em suas atividades em muitos comitês. Renunciou ao cargo quando, em Março de 1776, foi oferecido um cargo no Superior Tribunal de Justiça (como era conhecido o Supremo Tribunal Judicial de Massachusetts).

### Carreira judiciária e atividades pós-guerra
No momento de sua nomeação para o Supremo, o cargo era visto como particularmente arriscado, porque era uma representação clara da autoridade anti-britânica cujas substituições estavam arriscando suas vidas caso os britânicos conseguissem reprimir a rebelião. O caso mais notável de que Sullivan presenciou foi uma audiência preliminar no Commonwealth v. Nathaniel Jennison, um dos casos de Quock Walker em que o tribunal em 1783 decidiu que a escravidão era incompatível com a constituição do estado. Sullivan expressou publicamente a oposição à escravidão e previu em seus documentos que a questão tornaria-se controversa no futuro.
Sullivan participou da convenção de 1779 que redigiu a nova constituição do estado. Entre 1780 e 1782, ele e o restante da corte estavam trabalhando na harmonização das leis do estado com o documento, revisando e descartando as leis antigas e auxiliando na elaboração de novas.
Em 1779, Sullivan recebeu um diploma honorário do Harvard College. Exerceu na corte até 1782, quando renunciou porque seu salário era insuficiente para cobrir suas despesas e não podia mais se dar ao luxo de suprir a diferença. Abriu um escritório de advocacia em Boston e mudou-se para uma casa em Menotomy (agora Arlington, ainda parte de Cambridge). Embora tenha sido eleito para representar Massachusetts no Congresso da Confederação de 1782 até 1783, não compareceu novamente por razões financeiras. Era politicamente ativo no estado, aliás, apoiando John Hancock e depois Samuel Adams para governador. Foi um escritor produtivo, contribuindo com frequência para o discurso político que ocorreu nos muitos jornais de Massachusetts sob uma variedade de pseudônimos.
Em 1787, Sullivan participou da defesa de indivíduos acusados de participar da Rebelião de Shays, uma revolta nas regiões rurais do estado iniciado no ano anterior. Essa atividade rendeu-lhe críticas de membros pró-governo da Ordem de Massachusetts.
Quando Massachusetts debateu a ratificação da Constituição dos Estados Unidos em 1788, Sullivan foi um dos vários políticos de Massachusetts que expressaram duvidas sobre o documento, mas de modo geral apoiaram a ratificação. No debate, propôs que a convenção adotasse condicionalmente a Constituição, sujeita ao Congresso considerar e agir sobre um conjunto de emendas. As sete emendas propostas por Sullivan foram elaboradas principalmente para aumentar os poderes do Estado às custas do Congresso e dos tribunais federais; por exemplo, seria preciso permitir que os supremos tribunais do Estado emitissem mandados de habeas corpus para pessoas acusadas de crimes federais.

### Procurador-Geral
John Hancock recompensou Sullivan por seu apoio em 1790 com uma nomeação como procurador-geral do estado, cargo que ocupou até 1807. Embora apoiasse o Partido Democrata-Republicano, suas visões eram relativamente moderadas, por isso manteve o cargo de procurador-geral do estado, apesar do domínio dos Federalistas no estado.
Grande parte do trabalho jurídico de Sullivan após a independência foi moldado por ideais republicanas. Seu republicanismo foi expresso em amplo apoio aos direitos individuais, incluindo os de mulheres, crianças e minorias e manifestado em cartas a contemporâneos, incluindo John Adams, casos que argumentou como advogado e decisões que tomou como juiz. Como procurador-geral, defendeu o estado em uma ação de recuperação Lealista envolvendo os direitos das mulheres casadas (que na época tinham poucos direitos sob a doutrina de cobertura do direito comum), argumentando que a esposa do lealista William Martin havia abandonado a propriedade por direito próprio correspondente.

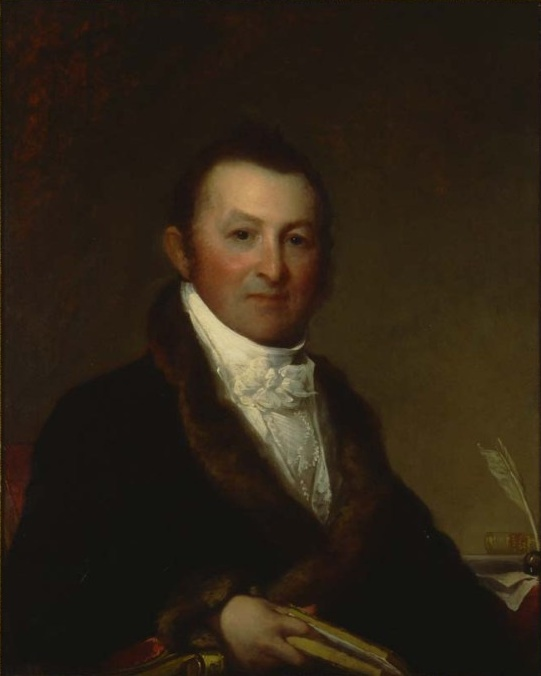
Harrison Gray Otis, retrato por Gilbert Stuart

Sullivan apoiou leis severas confiscando a propriedade de Lealistas que fugiram do país ou lutaram com os britânicos, embora mais tarde aceitou como clientes amigos pessoais que eram Lealistas que tentavam recuperar suas propriedades. Em sua terra natal, Maine, possuía um histórico misto, representando o estado contra proprietários de terras em grande escala, mas também trabalhando com eles (que incluíam alguns dos políticos mais poderosos do estado). Seu interesse pelas emaranhadas dificuldades em torno dos títulos de terras no Maine levou-o a escrever uma grande obra sobre o assunto em 1801, The History of Land Titles in Massachusetts.
Os dois casos com o maior destaque que Sullivan julgou enquanto procurador-geral eram ambos processos criminais. Em 1801, acusou Jason Fairbanks, assassino de Dedham, que havia contratado o Federalista Harrison Gray Otis como seu advogado de defesa. Fairbanks foi condenado por assassinar uma mulher local, mas escapou após sua condenação e acabou sendo capturado perto da fronteira com o Canadá e enforcado. Sullivan e Otis enfrentaram-se novamente em 1807 no sensacional julgamento de Thomas Selfridge, acusado de assassinar Charles Austin. Selfridge, um antigo advogado Federalista, havia sido contratado para ajudar na cobrança de uma dívida do pai Republicano de Austin. Na atmosfera politicamente carregada do dia em Boston, Selfridge, temendo por sua própria segurança, havia se armado com uma pistola. O jovem Austin, aparentemente por iniciativa própria, tentou bater em Selfridge com uma bengala e Selfridge matou-o a tiros no confronto. Selfridge foi defendido por um grupo de advogados Federalistas, incluindo Otis e Christopher Gore e foi absolvido do assassinato por um júri cujo representante era o Patriota e Federalista Paul Revere.
Sullivan continuou a fazer trabalho jurídico particular, mesmo enquanto exercia como procurador-geral. Em uma carreira de mais de quarenta anos, sua advocacia estava entre as maiores e mais bem-sucedidas do estado. Era um especialista reconhecido em direito marítimo e é descrito pelo historiador jurídico Charles Warren como uma das figuras jurídicas mais importantes da época em Massachusetts.

### Comissão da fronteira de Maine com Novo Brunswick

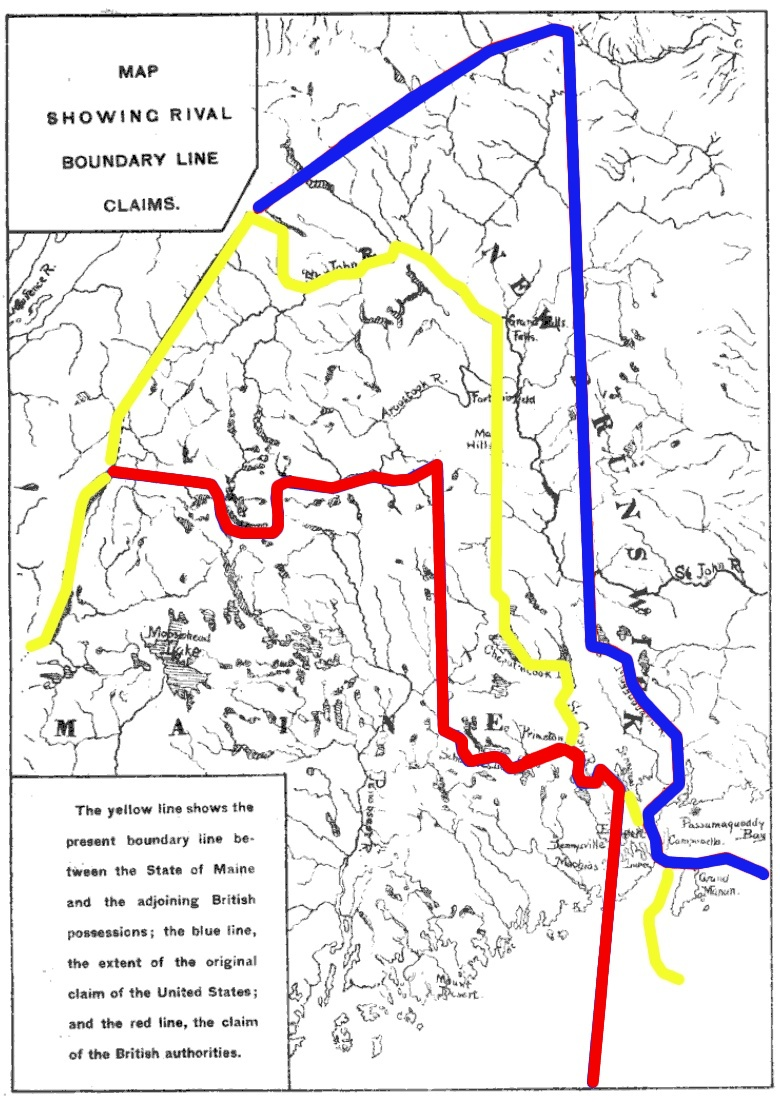
Mapa mostrando as reivindicações disputadas da fronteira: a reivindicação britânica em vermelho, a reivindicação americana em azul e a borda final (1842) em amarelo

Em 1796, Sullivan foi nomeado pelo Secretário de Estado Timothy Pickering para ser o agente dos Estados Unidos na comissão binacional criada nos termos do Tratado Jay para formalizar a fronteira entre Maine e a província britânica (agora canadense) de Novo Brunswick. A parte sul da fronteira havia sido definida como o Rio Saint Croix no Tratado de Paris de 1783, que encerrou a Guerra de Independência dos Estados Unidos, mas havia alguma dúvida sobre qual rio realmente era porque a área era escassamente povoada e pouco pesquisada e os mapas da área continham referências conflitantes ao rio nomeado.
A responsabilidade de Sullivan era reunir mapas e documentos jurídicos relevantes e, em seguida, apresentar um processo jurídico para a reivindicação dos Estados Unidos sobre o que deveria ser a fronteira. Além de pesquisar materiais nos arquivos de Massachusetts, Sullivan passou bastante tempo explorando a remota Baía de Passamaquoddy, tentando abrir um processo de que o rio Magaguadavic era o rio pretendido pelos negociadores do tratado. O rio estava articulado na localização de um povoado francês de 1604 em uma ilha no rio e os comissários e agentes exploraram a área e ordenaram pesquisas. As pesquisas localizaram evidências do povoado na ilha de Saint Croix, depois que a comissão fixou a parte sul da fronteira no que é hoje conhecido como Rio Saint Croix. (A disponibilidade de algumas ilhas na baía não foram criadas e a parte norte da fronteira não seria fixada até o Tratado Webster-Ashburton de 1842).

### Governador
Sullivan recebeu a indicação Republicana de governador em 1797 e 1798, mas perdeu para o Federalista Increase Sumner (em 1798 pela maioria dos votos após o caso XYZ que deu força à causa Federalista). O republicanismo finalmente começou a ganhar espaço em Massachusetts e Sullivan foi novamente nomeado em 1805 e 1806 para governador, perdendo as duas vezes para o governador incumbente popular Caleb Strong. Em 1806, os Republicanos ganharam o controle da Câmara de Massachusetts, que conseguiu quase privar a Strong uma difícil vitória. Com menos de 200 votos em jogo, a câmara controlada pelos Republicanos analisaram os retornos de maneira partidária, descartando as cédulas que haviam escrito incorretamente o nome de Strong, mantendo as que escreviam errado de Sullivan e realizando cálculos de maneiras que favoreciam seu candidato. Esse processo foi concluído com a constatação de que Strong não possuía a maioria dos votos, o que era necessário para realizar a eleição, em oposição ao requisito da pluralidade moderna. Os aliados Federalistas de Strong na câmara conseguiram divulgar o cunho político da análise, resultando em uma reação pública hostil. Foi proclamado o vencedor depois que análises posteriores e menos tendenciosas corrigiram a contagem a seu favor. Em 1807, Sullivan novamente enfrentou Strong, mas desta vez foi decisivamente vencedor, levando os condados do leste (hoje Maine) por uma grande margem em meio a uma série de vitórias Republicanas em toda a Nova Inglaterra.

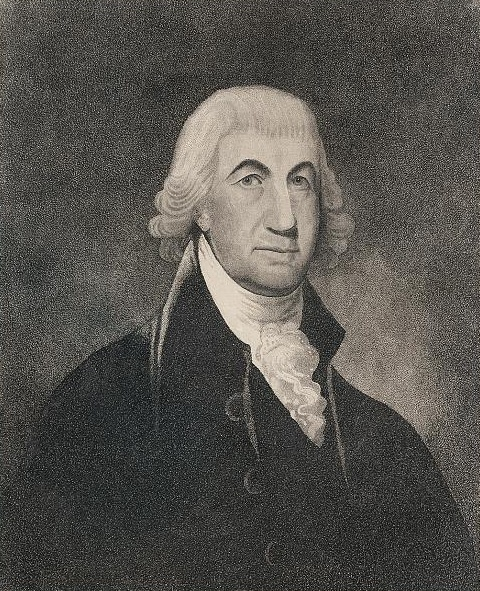
Caleb Strong

Embora Sullivan tenha procurado, de certa forma, ser uma voz moderada nos desentendimentos altamente partidários entre Federalistas e Republicanos, apoiou a política do presidente Thomas Jefferson em embargar no comércio com o Reino Unido e a França, que estavam envolvidas nas Guerras Napoleônicas. A Lei de Embargo de 1807 teve um impacto negativo significativo nos interesses marítimos baseados nos portos de Massachusetts, e os Federalistas procuraram usá-lo, e as ameaças de guerra que emanavam do governo Jefferson, para derrubar Sullivan em 1808. O Senador Federalista Timothy Pickering escreveu uma carta aberta aumentando a aparição da guerra e acusando Jefferson de não publicar documentos críticos nas negociações em andamento. Então pediu a Sullivan para enviá-la formalmente à câmara do estado, com a visão de que isso implicaria no acordo de Sullivan com seu conteúdo. Sullivan recusou, depois que os Federalistas usaram esse fato para acusar os Republicanos em geral de reter informações prejudiciais. A defesa de Sullivan incluía cartas do Senador John Quincy Adams, contrárias às acusações Federalistas. Embora isso fosse suficiente para garantir a reeleição de Sullivan em 1808, o controle da câmara foi devolvido aos Federalistas. Os Republicanos estavam insatisfeitos com o tratamento dado por Sullivan aos ataques políticos e por sua recusa em remover os Federalistas dos cargos de apoio no governo.
A câmara Federalista imediatamente lançou ataques a Sullivan e aos Republicanos, aos quais Sullivan não conseguiu responder imediatamente. Na primavera de 1808, antes da abertura da câmara em Maio, a saúde de Sullivan começou a piorar (epilepsia e uma "doença natural do coração"), de modo que não conseguiu apoderar-se da iniciativa. Quando finalmente fez seu discurso na assembléia, não respondeu aos aspectos políticos da disputa e pediu uma união nacional para lidar com interesses externos. Seus avisos a Jefferson sobre a natureza das disputas contenciosas em andamento no estado foram atribuídas por Jefferson ao seu estado mental decadente. Cientes da saúde precária de Sullivan, os Federalistas procuraram um atraso na eleição de uma lista de eleitores para o Colégio Eleitoral nas eleições presidenciais de 1808. Sullivan, que teria vetado uma lista de eleitores Federalistas (como foram então escolhidos pela câmara e não pelo voto popular, a maioria legislativa Federalista teriam assegurado isso), concordou na esperança de que ações eletivas em outros estados discutissem a decisão tomada em Massachusetts. Sullivan também foi criticado por partidários políticos de ambos os lados por emitir um grande número de isenções ao embargo, ostensivamente para evitar conflitos civis em caso de escassez de grãos.
Quando a câmara reuniu-se em Novembro, rejeitaram uma proposta de Sullivan de que as eleições populares determinassem a chapa eleitoral do estado e em vez disso, escolheu uma chapa Federalista apoiando Charles Cotesworth Pinckney para presidente em uma votação boicotada por muitos Republicanos. Com base na opinião generalizada de que os Federalistas provavelmente perderiam as eleições presidenciais, Sullivan, com a saúde debilitada, encaminhou os votos eleitorais ao Congresso. Morreu no cargo em 10 de Dezembro de 1808, aos 64 anos e foi enterrado no Granary Burying Ground, em Boston, em um túmulo compartilhado pelo governador colonial Richard Bellingham.

## Negócios, desenvolvimento econômico e caridade
Além de suas atividades políticas e jurídicas, Sullivan envolveu-se em uma ampla variedade de trabalhos cívicos e de caridade. Foi membro fundador e o primeiro presidente da Sociedade Histórica de Massachusetts, foi membro fundador da Academia Americana de Artes e Ciências e participou da Sociedade Humanitária de Massachusetts, a Sociedade para a Propagação da Fé entre os Índios, e uma sociedade de caridade que apoiou ministros Congregacionalistas.
Sullivan era uma grande força motriz e principal líder da empresa que supervisionava o Canal Middlesex (cuja construção começou em 1793). O canal ligava o Rio Merrimack na atual Lowell (ainda em East Chelmsford) ao porto de Boston, terminando mais ou menos na Estação Sullivan Square, que é nomeada em sua homenagem. Estava profundamente envolvido no canal, comprando o terreno necessário e supervisionando a construção. Ao mesmo tempo, também esteve envolvido na empresa formada para construir a primeira ponte sobre o Rio Charles, conectando Boston a Cambridge, e foi fundamental para o desenvolvimento do primeiro abastecimento público de água de Boston, um aqueduto de madeira do Lago Jamaica.

## Família e legado
Os irmãos de Sullivan foram participantes ativos na Guerra da Independência. John, Daniel e Ebenezer, todos serviram no Exército Continental. John serviu com algum destaque até aposentar-se do exército para entrar na política de New Hampshire em 1779; Ebenezer foi capturado na Batalha dos Cedros em 1776 e passou um tempo em cativeiro entre os Mohawk, onde foi submetido a tortura; Daniel também foi capturado em ação e morreu a bordo de um navio prisional britânico. Sullivan, Maine, recebeu o nome de seu irmão Daniel, um dos primeiros colonos da região, e vários lugares em New Hampshire têm o nome de John. Em 1808, enquanto Sullivan era governador, uma pequena fortaleza agora conhecida como Forte Sullivan foi construída em Eastport, Maine. Quem leva esse nome é incerto: um dos primeiros historiadores de Eastport afirma que John e James são candidatos prováveis, preferindo John por sua associação com o General Henry Dearborn, que ordenou a construção do forte.
Sullivan e sua primeira esposa Hettie tiveram nove filhos, dois dos quais morreram jovens e um filho que morreu em 1787 devido às dificuldades do serviço da milícia durante a Rebelião de Shays. Hettie morreu em 1786 e depois casou-se com Martha Langdon, irmã viúva do político de New Hampshire John Langdon.
O interesse duradouro de Sullivan no Maine levou-o a escrever A História do Distrito do Maine (publicada em 1795), a primeira obra a documentar essa história. Charles Clark, historiador do Maine, escreve que a História de Sullivan, embora não seja minuciosamente estudada nem particularmente bem escrita, é uma "expressão inconsciente do nacionalismo romântico" que é "pitoresca, romântica [e] inspirada". Sullivan também previu que o Maine acabaria separando-se de Massachusetts, porque "é tão grande e populosa e sua situação tão peculiar, que não pode permanecer por muito tempo", uma parte do outro estado.

## Obras
- Sullivan, James (1784). Strictures in the Rev. Mr. Thatcher's Pamphlet. Boston: Benjamin Edes and Sons
- Sullivan, James (1795). The History of the District of Maine. Boston: I. Thomas and E. T. Andrews. OCLC 15730995
- Sullivan, James (1801). The History of Land Titles in Massachusetts. Boston: I. Thomas and E. T. Andrews. OCLC 60728198